# Giovanni Legrenzi
Giovanni Legrenzi est un compositeur italien baptisé le 12 août 1626 à Clusone, non loin de Bergame, et mort à Venise le 27 mai 1690. C'est un jalon important de l'école instrumentale vénitienne entre les Gabrieli et Vivaldi — Venise était alors un des plus prestigieux foyers musicaux d'Italie.

## Biographie
On ne connaît pas sa date de naissance, seulement celle de son baptême. On était baptisé le jour de la naissance ou le lendemain si on naissait tard dans la journée. Son père était violoniste au service de l'Église et fut sans doute son premier professeur. Comme la plupart des autres musiciens en Europe à l'époque, il a sans doute été formé dans la maîtrise d'une église (afin de chanter dans le chœur aux offices religieux et de jouer de quelques instruments d'accompagnement avec cet ensemble avant tout vocal). Le chœur comprenait des enfants (garçons) pour chanter la voix aiguë, et, pour les voix plus grave, des adultes professionnels confirmés, qui avaient été formés eux aussi dans une maîtrise d'église. Sa formation se poursuivit à Venise où il étudia avec Carlo Pallavicino et Giovanni Rovetta. En 1645, il était déjà suffisamment expert pour être nommé organiste de la basilique Santa Maria maggiore de Bergame. Ici il rencontre le maitre de chapelle Maurizio Cazzati, avec qui il développera un style typique de sonates d'église (la sonata da chiesa). Il est ordonné prêtre en 1651.
En 1656, il est nommé au poste important de maître de chapelle de l'Accademia dello Spirito Santo (« Académie du Saint-Esprit ») à Ferrare, poste qu'il quitte en 1665 dans des circonstances inconnues. Toujours est-il que vers 1668, on le retrouve exilé à Paris.
Il retourne en Italie vers 1671 et se fixe définitivement à Venise dont il devient un des musiciens les plus renommés. Il y assume des charges importantes, en tant que maître des chœurs du Conservatorio dei Mendicanti, un des quatre hospices musiciens de la ville, compositeur d'oratorios pour l'église Santa Maria della Fava (où il sera inhumé), enfin maître de chapelle à la basilique Saint-Marc en 1685, à la tête de la Cappella Marciana. Il y aurait eu pour élèves Antonio Caldara et peut-être le jeune Antonio Vivaldi. 
Legrenzi, dont l'œuvre reste aujourd'hui peu connue du grand public, fut un des musiciens les plus renommés d'Europe. Sa production est de grande qualité, dans les domaines de l'opéra, de la cantate, de la sonate, du motet, du concerto, de la fugue, etc. De grands musiciens postérieurs ont été influencés par lui, en particulier Vivaldi et Jean-Sébastien Bach.

## Enregistrements
- CONCERTI MUSICALI PER USO DI CHIESA (doppio CD: 1 "Messa a 4 Voci e Doi Violini", 2 "Vesperæ Solemnes de Confessore"), Oficina Musicum, Direttore Riccardo Favero, Label Dynamic CDS 653, Gennaio 2010
- TESTAMENTUM Missa Lauretana Quinque Vocibus, Oficina Musicum, Direttore Riccardo Favero, Label Dynamic CDS 710, marzo 2012
- IL SEDECIA Oficina Musicum, Direttore Riccardo Favero, Label Dynamic CDS 711, giugno 2012

## Œuvres

### Œuvres publiées
- Op.1 : Concerti Musicali per uso di Chiesa  (Venise, Alessandro Vincenti, 1654)
- Op.2 : Sonata a due, e tre  (Venise, Francesco Magni, 1655)
- Op.3 : Harmonia d'affetti Devoti a due, tre, e quatro, voci.  (Venise, Alessandro Vincenti, 1655)
- Op.4 : Sonate dà Chiesa, e dà Camera, Correnti, Balletti, Alemane, Sarabande a tre, doi violini, e violone Libro Secondo.  (Venise, Francesco Magni, 1656)
- Op.5 : Salmi a cinque, tre voci, e due violini  (Venise, Francesco Magni, 1657)
- Op.6 : Sentimenti Devoti Espressi con le musica di due, e tre voci, Libro Secondo  (Venise, Francesco Magni detto Gardano, 1660 et 1665)
- Op.7 : Compiete con le Lettanie & Antifone Della B.V. a 5 voci  (Venise, Francesco Magni detto Gardano, 1662)
- Op.8 : Sonate a due, tre, cinque, a sei stromenti, Libro 3 (Venise, Francesco Magni, 1663)
- Op.9 : Sacri e Festivi Concerti. Messa e Salmi a due chori con stromenti a beneplacito  (Venise, Francesco Magni Gardano, 1667)
- Op.10 : Acclamationi Divote a voce sola. Libro Primo  (Bologne, Giacomo Monti, 1670)
- Op.10 : La Cetra. Libro Quarto di Sonate a due tre e quattro stromenti  (Venise, Francesco Magni Gardano, 1673)
- Op.12 : Cantate, e Canzonette a voce sola  (Bologne, Giacomo Monti, 1676)
- Op.13 : Idee Armoniche Estese per due e tre voci  (Venise, Francesco Magni detto Gardano, 1678)
- Op.14 : Echi di Riverenza di Cantate, e Canzoni. Libro Secondo  (Bologne, Giacomo Monti, 1678)
- Op.15 : Sacri Musicali Concerti a due, e tre voci. Libro Terzo  (Venise, Gioseppe Salla, 1689)
- Op.16 : Balletti e Correnti a cinque stromenti, con il basso continuo per il cembalo. Libro Quinto Postumo  (Venise, Gioseppe Sala, 1691)
- Op.17 : Motetti Sacri a voce sola con tre strumenti  (Venise, Gioseppe Sala, 1692)

### Oratorios
- Oratorio del giuditio (1665)
- Oratorio della passione (1671)
- Sedecia (1671)
- Il creation del mondo (1672)
- Sisara (1672)
- Moisè (1672)
- La vendita del cuor humano (ou Il prezzo del cuor humano) (1673)
- La morte del cor penitente (1673)
- San Giovanni Battista (1673)
- Adamo et Eva (1674)
- Gli sponsali d’Ester (1675)
- Decollatione di S. Giovanni (1678)
- Erodiade (lib. Neri) (1687)
- Erodiade (lib. Piccioli) (1687)

### Drames musicaux
- Nino il giusto (créé à Ferrare, au Teatro di Santo Stefano en 1662)
- L'Achille in Sciro (livret d'Ippolito Bentivoglio (en), Ferrare, Teatro di Santo Stefano, 1663)
- Zenobia e Radamisto (d'Ippolito Bentivoglio, Ferrare, Teatro Bonacossi, 1665)
- Tiridate (d'Ippolito Bentivoglio, avec révision de Nicolò Minato, Venise, Teatro San Salvatore, 1668)
- Eteocle e Polinice (de Tebaldo Fattorini[1], Venise, Teatro San Salvatore, 1674)
- La divisione del mondo (de Giulio Cesare Corradi, Venise, Teatro San Salvatore, 1675)
- Adone in Cipro (de Giovanni Matteo Giannini[2], Venise, Teatro San Salvatore, 1675)
- Germanico sul Reno (de Giulio Cesare Corradi, Venise, Teatro San Salvatore, 1676)
- Totila (de Matteo Noris, Venise, Teatro SS Giovanni e Paolo, 1677)
- Antioco il grande (de Girolamo Frisari, Venise, Teatro San Giovanni Grisostomo, 1681)
- Il Creso (de Giulio Cesare Corradi, Venise, Teatro San Giovanni Grisostomo, 1681)
- Il Pausania (de Girolamo Frisari, Venise, Teatro San Salvatore, 1681)
- Lisimaco riamato da Alessandro (de Giacomo Sinibaldi[3] et Aurelio Aureli, Venise, Teatro San Salvatore, 1682)
- Ottaviano Cesare Agusto (de Nicolò Beregan, Mantoue, Teatro Ducale, 1682)
- I due cesari (de Giulio Cesare Corradi, Venise, Teatro San Salvatore, 1682)
- Giustino (de Nicolò Beregan, Venise, Teatro San Salvatore, 1683)
- L'anarchia dell'imperio (de Tommaso Stanzani, Venise, Teatro San Salvatore, 1683)
- Publio Elio Pertinace (de Pietro d'Averara[4], Venise, Teatro San Salvatore, 1684)
- Ifianassa e Melampo (de Giovanni Andrea Moniglia[5], Villa Medicea di Pratolino, Florence, 1685)